# Fédération autrichienne d'escrime
La Fédération autrichienne d'escrime, en allemand Österreichischer Fechtverband (ÖFV), est l'organisme national chargé de gérer et de promouvoir la pratique de l'escrime en Autriche. 
Son siège social est situé à Vienne. 
Elle a été créée en 1920.
Le président est Markus Mareich depuis 2008.

## Présidents
- 1945–1946: Friedrich Golling
- 1947–1949: Franz Chrudimak
- 1949–1952: Karl Hanisch
- 1952–1971: Hermann Resch
- 1971–1987: Peter Ulrich-Pur
- 1987–1989: Peter Berger
- 1989–1994: Rainer Mauritz
- 1994–2000: Klaus Vorreither
- 2000–2002: Roland Kayser
- 2002–2008: Josef Poscharnig
- depuis 2008: Markus Mareich